# Phloeophagus lignarius
Phloeophagus lignarius är en skalbaggsart som först beskrevs av Thomas Marsham 1802.  Phloeophagus lignarius ingår i släktet Phloeophagus, och familjen vivlar. Arten är reproducerande i Sverige.